# Gepäckwagen (Eisenbahnwagen)

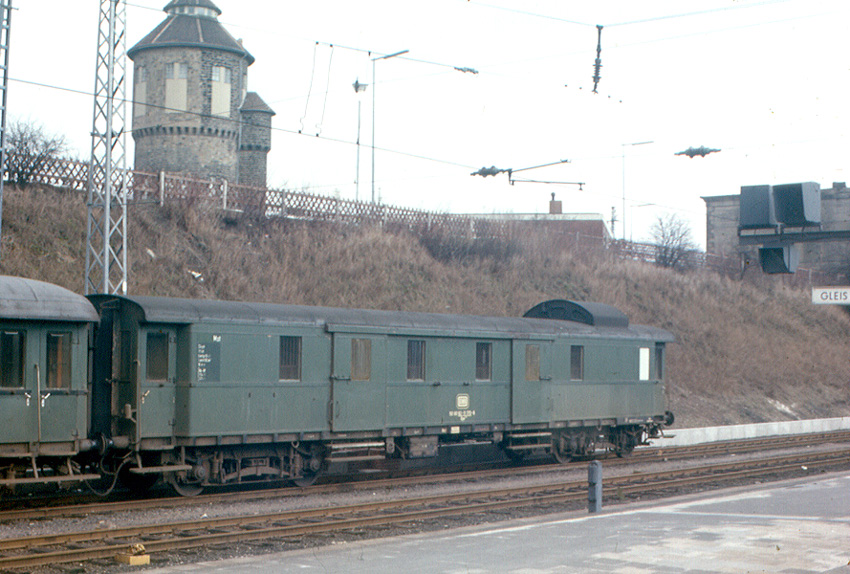
Gepäckwagen der Vorkriegsbauart der DB

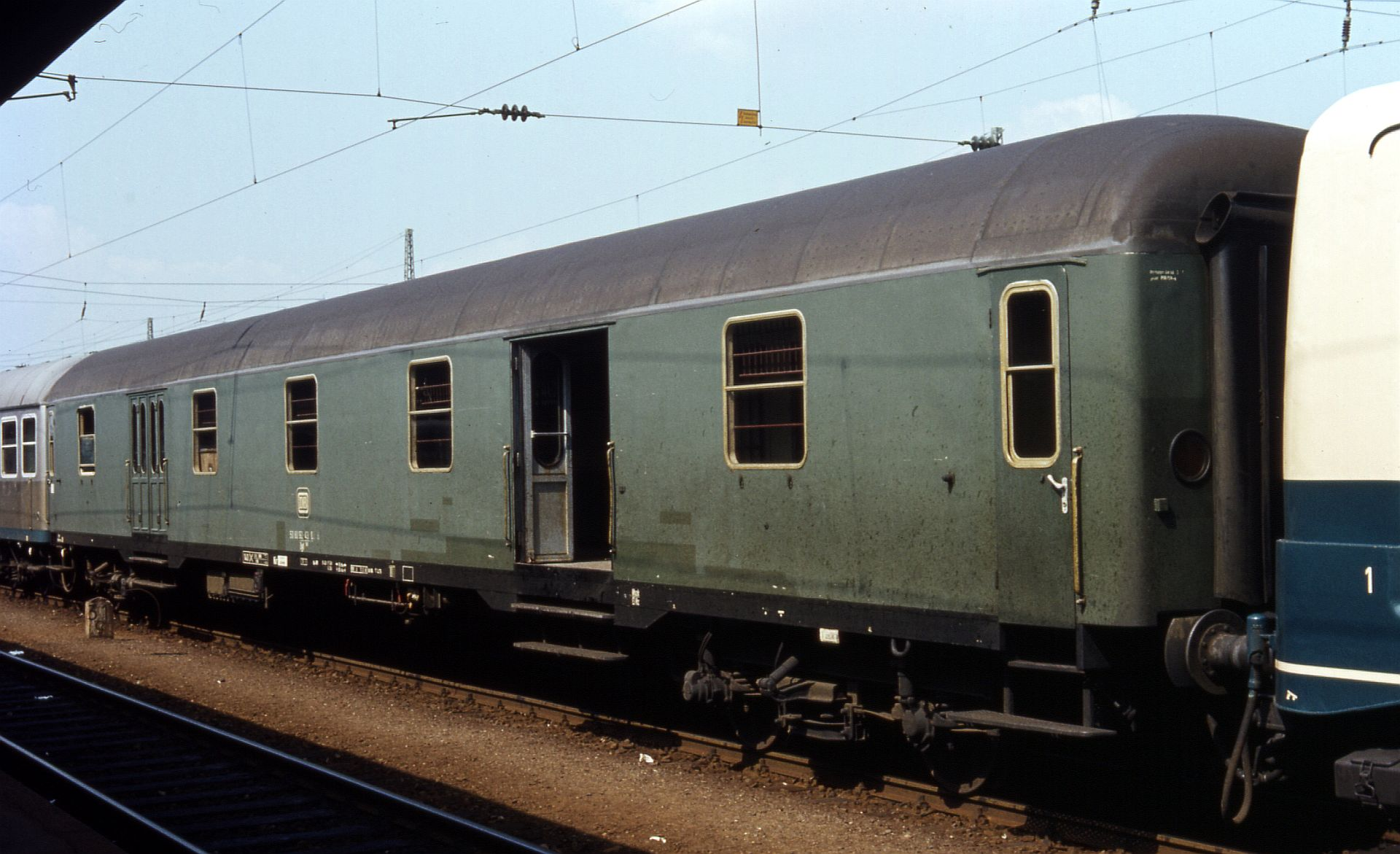
Gepäckwagen-Prototyp Dyl^{961} der DB

Ein Gepäckwagen (Gw) oder Packwagen (Pw), in Österreich auch als Dienstwagen (D) bezeichnet ist ein Eisenbahnwagen zur Beförderung von Reisegepäck. Er enthält einen oder mehrere Gepäckräume mit großen Ladetüren (beispielsweise Schiebetüren, Falttüren oder Rolltoren) sowie meistens ein Dienstabteil für das Zugpersonal. Viele Gepäckwagen sind als Seitengangwagen mit einem Gang neben dem Gepäckabteil ausgestattet, sodass sie an beliebiger Stelle im Zug eingereiht werden können und die Möglichkeit erhalten bleibt, durch den Zug zu gehen.

## Verwendung

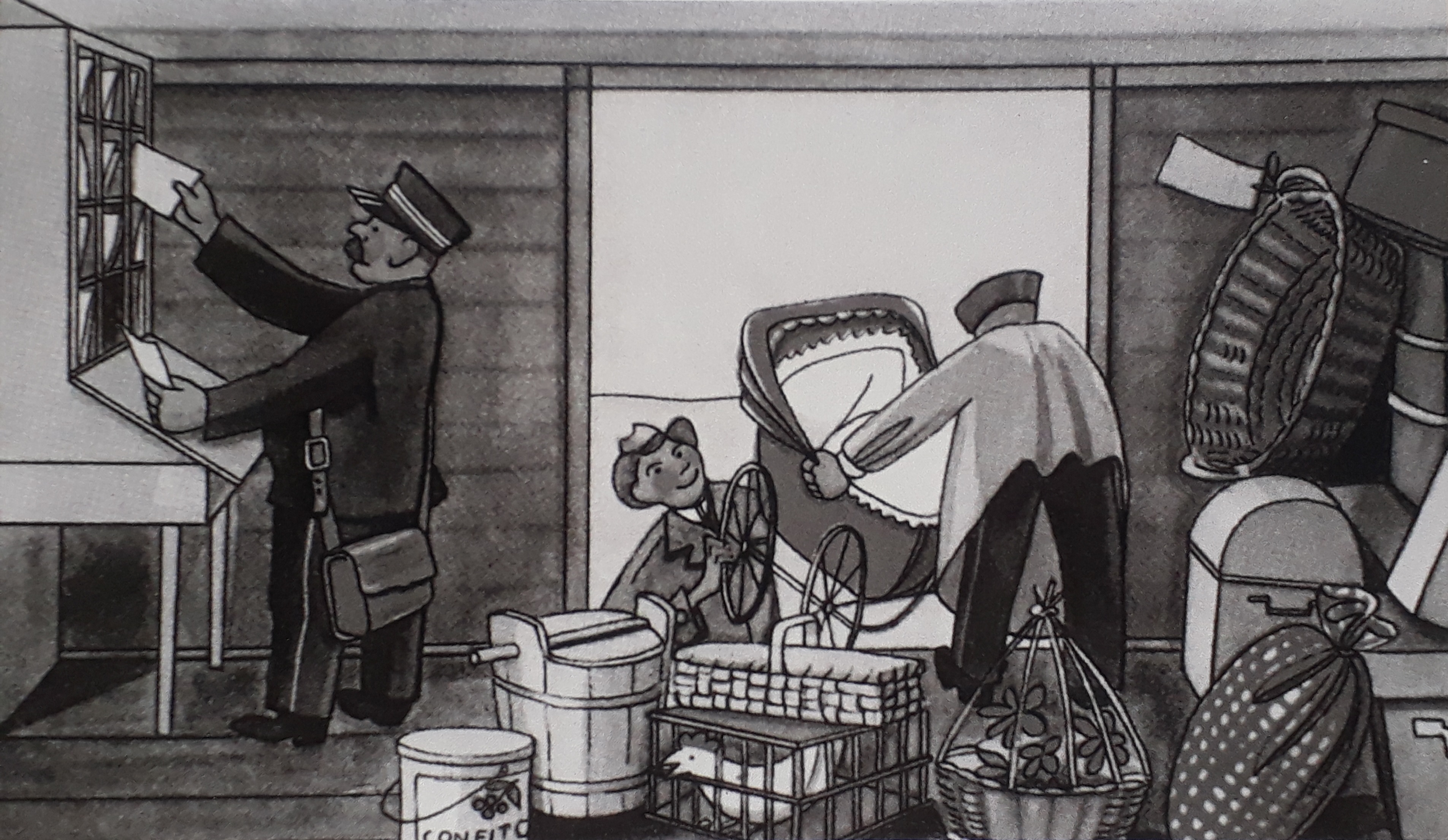
Im Gepäckwagen hatte der Zugführer sein fahrbares Büro. Illustration von Cili Ringgenberg, etwa 1945

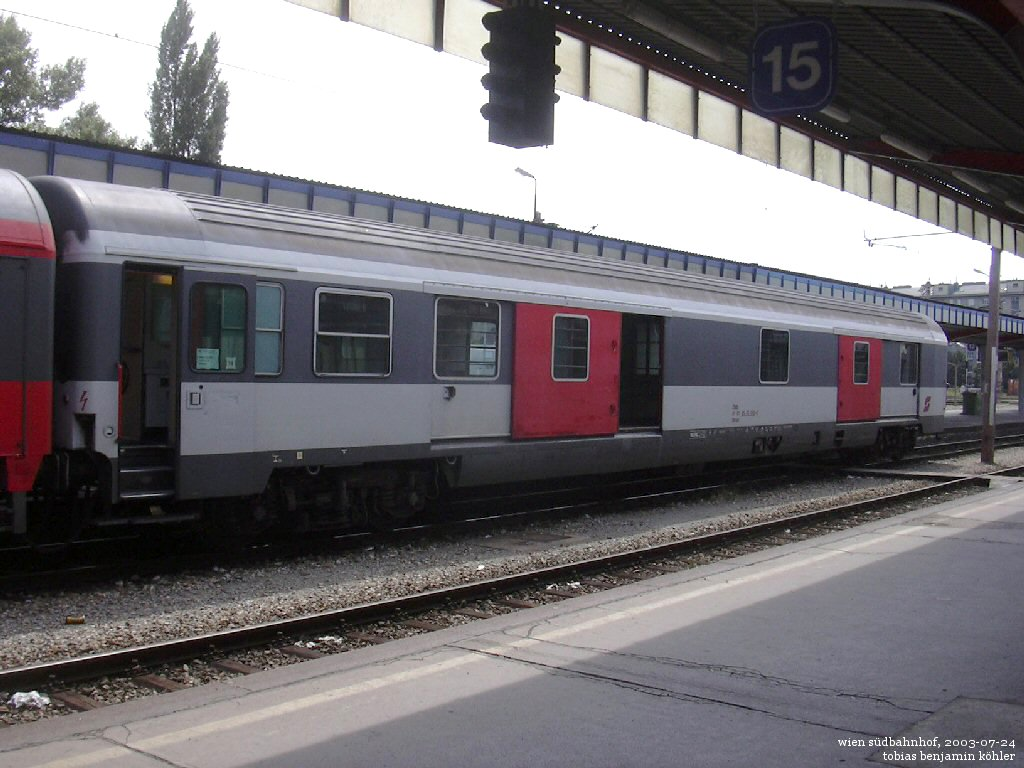
Gepäckwagen Dmsz der ÖBB

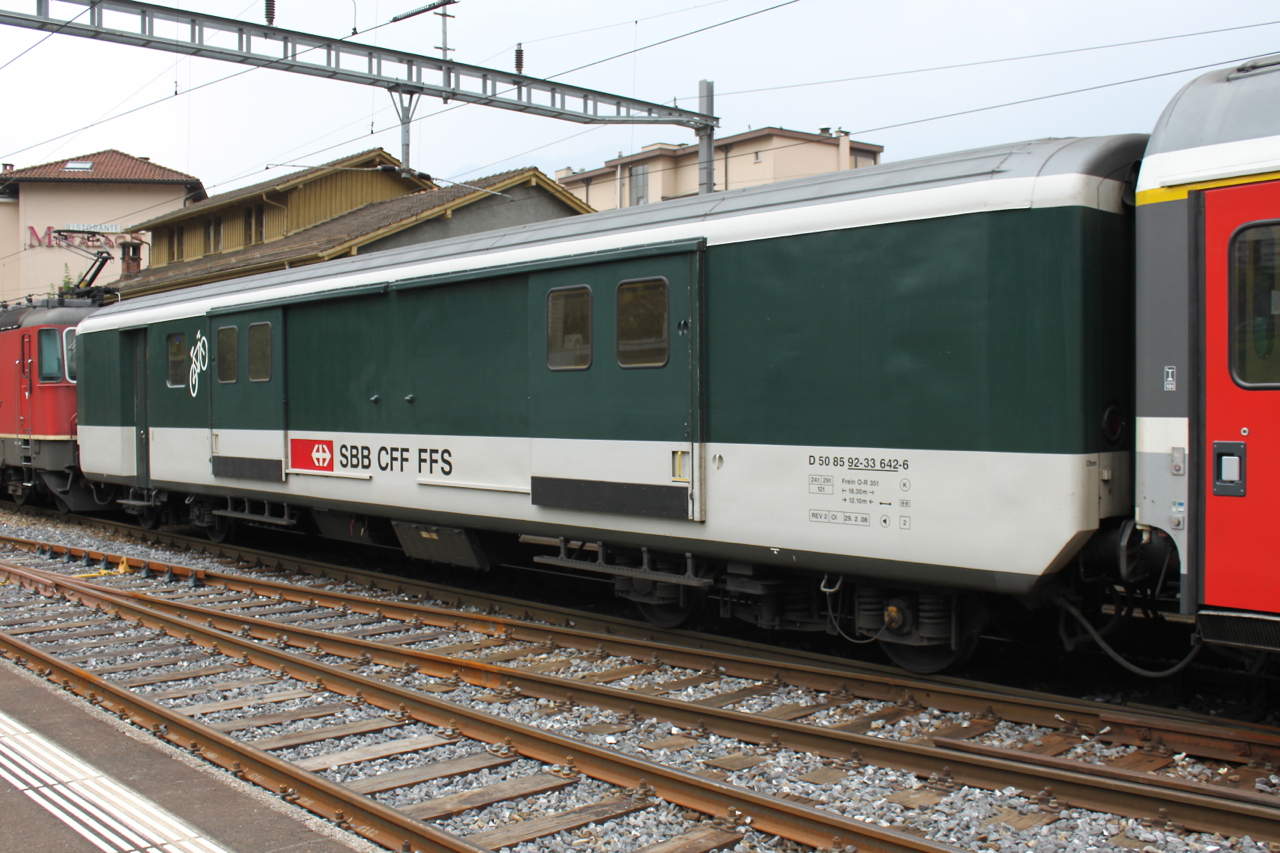
Gepäckwagen EW II der SBB

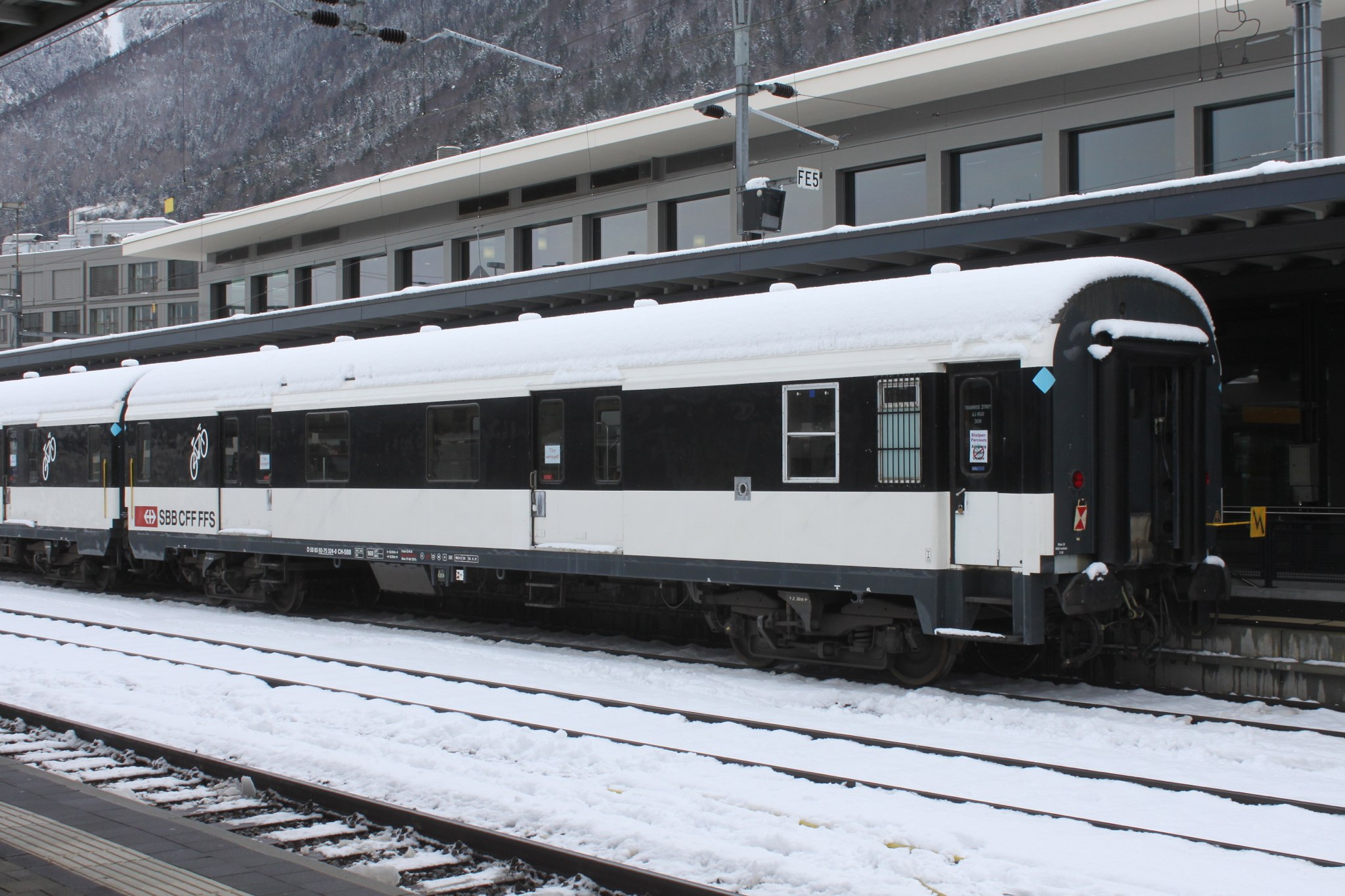
Gepäckwagen MC 76 (ex SNCF) der SBB

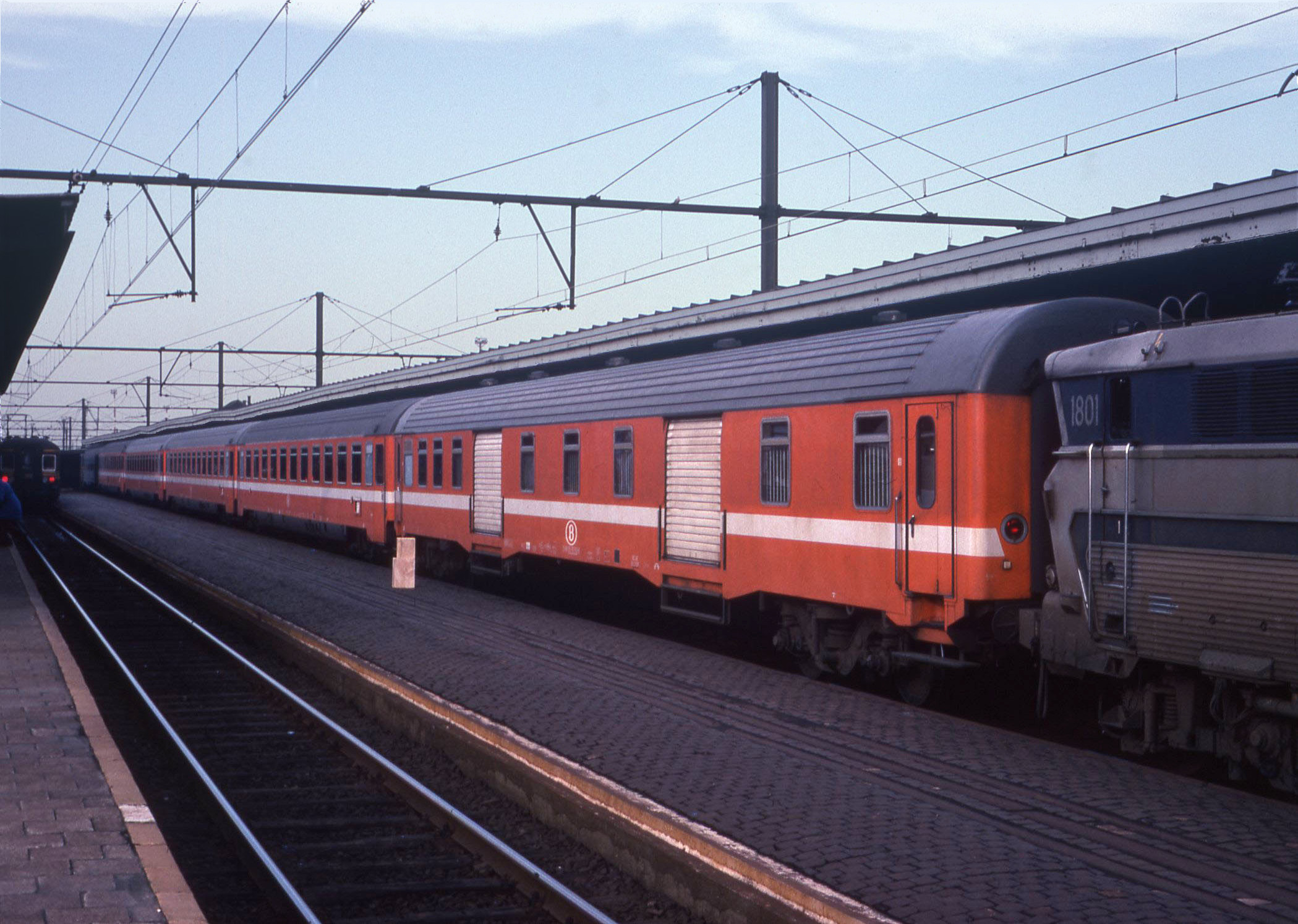
Belgischer Dms-Gepäckwagen mit Rolltoren als Ladeöffnungen und in Eurofima-C1-Lackierung reinorange-lichtgrau

Gepäckwagen 139 und 140 der Württembergischen Staatsbahn von 1879.

### Ablauf des Gepäcktransports
Beim klassischen Gepäcktransport wird das Reisegepäck am Gepäckschalter in einem Bahnhof eingeliefert, vom Personal verladen und kann an einem anderen Bahnhof wieder am Gepäckschalter abgeholt werden. Dieser Dienst wird von vielen Bahnen nicht mehr angeboten; in der Schweiz ist er noch zu finden. Die Gepäckwägen wurden nach Einstellung des Gepäcktransport meist für die Fahrradmitnahme verwendet und teilweise entsprechend adaptiert.
Das Gepäck kann auch vom Reisenden verladen werden; bei der Fahrradmitnahme ist dies überwiegend der Fall.
Es gibt außerdem Halbgepäckwagen, die gleichzeitig andere Bereiche aufweisen (zum Beispiel Sitze für Reisende). Insbesondere in Triebwagen steht meist weniger als ein Wagen für das Reisegepäck zur Verfügung. Moderne Nahverkehrsfahrzeuge sind häufig mit einem Mehrzweckbereich ausgestattet, in dem Fahrräder, Kinderwagen, sonstige Traglasten untergebracht werden sowie Reisende in Rollstühlen mitreisen können. Im Abgrenzung zum Halbgepäckwagen wird ein regulärer Gepäckwagen manchmal auch Vollgepäckwagen genannt.

### Einsatz von Gepäckwagen
Überwiegend werden Gepäckwagen in Reisezügen eingesetzt, es gab darüber hinaus die Gepäckbeförderung in gesonderten Zügen (über Nacht) sowie Güterzug-Begleitwagen, in denen das Begleitpersonal von Güterzügen mitfuhr.
Bis Mitte des 20. Jahrhunderts liefen Gepäckwagen aus Sicherheitsgründen meistens direkt hinter der Lokomotive, heute sind sie in der Regel an Zugspitze oder Zugschluss eingereiht, es gibt aber auch Züge mit Gepäckwagen in der Mitte.

### Einstellung bei der Deutschen Bahn
Die Deutsche Bahn stellte den Gepäcktransport in Gepäckwagen Anfang der 1990er Jahre nach und nach ein. 1995 wurden die letzten Gepäckschalter geschlossen, seitdem verkehren regulär keine Gepäckwagen mehr.

## Entwicklung in Deutschland

### Länderbahnbauarten

#### Übersicht der preußischen Bauarten
In Preußen wurden schon in den „Normalien für Betriebsmittel von 1883/84“ eigene Musterzeichnungen für Personenzug- und Güterzuggepäckwagen erstellt. In den Normalien von 1879 gab es solche Musterzeichnungen für Gepäckwagen noch nicht. Damals wurden nur die allgemeinen Baugrundsätze festgelegt. So sollten Gepäckwagen für Personenzüge im Lokalverkehr zweiachsig ausgeführt sein und einen Achsstand von 5,0 Metern aufweisen, für längere Strecken waren dreiachsige Wagen mit einem Achsstand von 6,5 Metern vorgesehen. Für Güterzüge wurden zweiachsige Gepäckwagen mit einem Achsstand von 4,0 Metern vorgeschlagen.
Das Zugführerabteil muss über eine Plattform von den Stirnwänden her zugänglich sein und dem Zugführer die Möglichkeit verschaffen, von diesem Abteil aus den Zug zu überblicken. Alle Gepäckwagen waren zusätzlich mit einem über die gesamte Wagenlänge reichenden Laufbrett versehen.
| Musterblatt                             | Gattung                                 | DRG-Skizze                              | Erstes Baujahr                          | Anzahl                                  | Einsatz- art                            | Aborte                                  | LüP [m]                                 | Achsen                                  | Achsstand [m]                           | Bemerkungen |
| Bauarten nach den Normalien von 1883/84 | Bauarten nach den Normalien von 1883/84 | Bauarten nach den Normalien von 1883/84 | Bauarten nach den Normalien von 1883/84 | Bauarten nach den Normalien von 1883/84 | Bauarten nach den Normalien von 1883/84 | Bauarten nach den Normalien von 1883/84 | Bauarten nach den Normalien von 1883/84 | Bauarten nach den Normalien von 1883/84 | Bauarten nach den Normalien von 1883/84 | Bauarten nach den Normalien von 1883/84                                                                                |
| --------------------------------------- | --------------------------------------- | --------------------------------------- | --------------------------------------- | --------------------------------------- | --------------------------------------- | --------------------------------------- | --------------------------------------- | --------------------------------------- | --------------------------------------- | --- |
| IIa 1                                   | Pw3i                                    | Pw3i Pr 83                              | 1883                                    | ca. 800                                 | P                                       |                                         | 11,300                                  | 3                                       | 6,500 + 3,250                           | einseitige Übergangsbühne, Dienstabteil mit erhöhter Zugführerkanzel                                                   |
| IIa 2I                                  | Pwi                                     | Pwi Pr 83                               | 1883                                    | ca. 600                                 | P                                       |                                         | 10,300                                  | 2                                       | 5,000                                   | einseitige Übergangsbühne, Dienstabteil mit erhöhter Zugführerkanzel                                                   |
| IIa 2II                                 | Pwi                                     | Pwi Pr 83                               | 1883                                    | ca. 600                                 | P                                       | 1                                       | 10,300                                  | 2                                       | 5,000                                   | einseitige Übergangsbühne, Dienstabteil mit erhöhter Zugführerkanzel, Variante mit Aborteinbau gemäß Musterblatt IIa 4 |
| IIa 3I                                  | Pwgi                                    | Pwgi Pr 83                              | 1883                                    |                                         | G                                       |                                         | 8,500                                   | 2                                       | 4,000                                   | einseitige Übergangsbühne, Dienstabteil mit erhöhter Zugführerkanzel                                                   |
| IIa 3II                                 | Pwgi                                    | Pwgi Pr 83                              | 1883                                    |                                         | G                                       | 1                                       | 8,500                                   | 2                                       | 4,000                                   | einseitige Übergangsbühne, Dienstabteil mit erhöhter Zugführerkanzel, Variante mit Aborteinbau gemäß Musterblatt IIa 4 |

#### Übersicht der bayerischen Bauarten
Auch bei den bayerischen Bauarten der Gepäckwagen gibt es eine direkte Unterscheidung zwischen solchen für Personenzüge und solchen für Güterzüge. Und auch die bayerischen Normalien für den Wagenbau richteten sich nach den Vorgaben und Empfehlungen der technischen Ausschüsse des VDEW.
| Musterblatt WV 1897                     | Musterblatt WV 1913                     | Gattung                                 | DRG-Skizze                              | Erstes Baujahr                          | Anzahl                                  | Einsatz- art                            | Aborte                                  | LüP [m]                                 | Achsen                                  | Achsstand [m]                           | Bemerkungen                               |
| Bauarten aus Übernahme der ehem. B.O.B. | Bauarten aus Übernahme der ehem. B.O.B. | Bauarten aus Übernahme der ehem. B.O.B. | Bauarten aus Übernahme der ehem. B.O.B. | Bauarten aus Übernahme der ehem. B.O.B. | Bauarten aus Übernahme der ehem. B.O.B. | Bauarten aus Übernahme der ehem. B.O.B. | Bauarten aus Übernahme der ehem. B.O.B. | Bauarten aus Übernahme der ehem. B.O.B. | Bauarten aus Übernahme der ehem. B.O.B. | Bauarten aus Übernahme der ehem. B.O.B. | Bauarten aus Übernahme der ehem. B.O.B.   |
| --------------------------------------- | --------------------------------------- | --------------------------------------- | --------------------------------------- | --------------------------------------- | --------------------------------------- | --------------------------------------- | --------------------------------------- | --------------------------------------- | --------------------------------------- | --------------------------------------- | ----------------------------------------- |
| 135                                     | 238                                     | P.                                      | P Bay 58                                | 1858                                    | ca. 30                                  | G                                       |                                         | 7,390                                   | 2                                       | 3,500                                   | Dienstabteil mit erhöhter Zugführerkanzel |
| 135                                     | 238                                     | P.                                      | P Bay 61                                | 1861                                    | ca. 20                                  | G                                       |                                         | 7,390                                   | 2                                       | 3,500                                   | Dienstabteil mit erhöhter Zugführerkanzel |
| 128                                     | 216                                     | P.                                      | P Bay 73                                | 1873                                    | ca. 16                                  | P                                       |                                         | 8,414                                   | 2                                       | 4,000                                   | Dienstabteil mit erhöhter Zugführerkanzel |
| eigene Bauarten der K.Bay.Sts.B.        |                                         |                                         |                                         |                                         |                                         |                                         |                                         |                                         |                                         |                                         |                                           |
| 127                                     | 219                                     | P2                                      | P Bay 61                                | 1861                                    | ca. 16                                  | P                                       |                                         | 8,414                                   | 2                                       | 4,000                                   | Dienstabteil mit erhöhter Zugführerkanzel |
| 129I                                    | 215                                     | P2                                      | P Bay 73                                | 1873                                    | ca. 80                                  | P                                       | 1                                       | 8,464                                   | 2                                       | 3,650                                   | mit Zugführerkanzel                       |
| 129II                                   | 215                                     | P2                                      | P Bay 73                                | 1873                                    | ca. 110                                 | P                                       | 1                                       | 8,464                                   | 2                                       | 4,370                                   | mit Zugführerkanzel                       |

1. ↑  „P“ steht für Personen- und „G“ für Güterzuggepäckwagen
2. ↑  „P“ steht für Personen- und „G“ für Güterzuggepäckwagen

### Einheitsbauarten
Ab 1923 baute die Deutsche Reichsbahn passende zweiachsige Packwagen zu den zweiachsigen Einheitspersonenwagen (Donnerbüchsen). Diese Wagen hatten einen genieteten stählernen Aufbau, der mit Blechen verkleidet war. Es gab Wagen mit und ohne Zugführerkanzel. Die Wagen hatten keine offenen Bühnen, der Zugang erfolgte über eine Seitentür am Ende mit dem Zugführerabteil. Außerdem gab es Stirntüren mit offenen Übergängen. Der Gepäckraum hatte auf jeder Seite zwei Schiebetüren. Die ersten Bauarten waren Pwi-23 und Pwi-27. Die Pwi-28 und Pwi-29 waren schon in Austauschbauart gefertigt. Die letzten Wagen der Bauart Pw-31a wurden in der Form etwas verändert, sie waren kürzer, weil der Vorraum vor dem Dienstabteil entfiel, außerdem hatten sie nur noch eine Schiebetür.
| Gattung bis 1928 | Gattung ab 1928 | Ladegewicht | Anzahl | Baujahr(e) | Bemerkungen  |
| ---------------- | --------------- | ----------- | ------ | ---------- | ------------ |
| Pwi-23           | Pwi-23          | 7,0 t       | 287    | 1923–27    |              |
| Pwi-27           | Pwi-27          | 7,0 t       | 40     | 1927–28    |              |
| Pwi-28           | Pwi-28          | 7,0 t       | 40     | 1928       | Austauschbau |
| Pwi-29           | Pwi-29          | 7,0 t       | 370    | 1929–30    | Austauschbau |
| Pwi-30           | Pwi-30          | 7,0 t       | 150    | 1930       | Austauschbau |
| Pwi-31           | Pwi-31          | 7,0 t       | 30     | 1931       | Austauschbau |

Auch vierachsige Gepäckwagen für Durchgangs-, Schnell- und Eilzüge wurden ab 1923 beschafft. Ebenfalls waren die ersten Bauserien noch genietet, während in den 1930er-Jahren geschweißte Konstruktionen hergestellt wurden. Auch hier gab es einen Vorraum mit Toilette, anschließend ein Zugführerabteil und dann der große Gepäckraum. Die Übergänge waren mit Faltenbälgen versehen, es gab aber auch eine Bauart mit Scherengittern. Auch bei einigen diesen Wagen wurde nach dem Zweiten Weltkrieg die Dachkanzeln über der Zugführerkabine entfernt. Zur Deutschen Bundesbahn kamen noch die Bauarten Pw 4ü-23 (Hechtwagen), Pw 4ü-28 (Rheingold), Pw 4ü-29, Pw 4ü-30, Pw 4i-31a, Pw 4ü-35, Pw 4ü-36, Pw 4ü-37, Pw 4üe-3551 und Pw 4ü-38. der letzte dieser Gepäckwagen wurde 1983 abgestellt. Viele der Einheitsgepäckwagen wurden als Bauzugwaren umgebaut und wurden so weit über ihre ursprüngliche Zeit hinaus eingesetzt.

### Deutsche Bundesbahn

#### Behelfspackwagen
Eine besondere Bauart stellten die Behelfspackwagen der Deutschen Bundesbahn dar, die aus Behelfspersonenwagen der Baureihe MCi-43 gebaut wurden. Diese 23 Meter langen Wagen bestimmten bis in die 1990er Jahre hinein den Reise- und Expressgutverkehr der DB. In den Gründerjahren der Bundesrepublik war aus Kostengründen der Bau neuer Gepäckwagen nicht möglich. Deshalb wurden von den Waggonfabriken je zwei Wagenkästen von Behelfspersonenwagen in Güterwagenbauart auf einen neuen Bodenrahmen gesetzt. Diese Wagen wurden als Behelfpackwagen MPw4ie-50 (später MDie996) eingesetzt. Die erste Serie umfasste 100 Fahrzeuge. Die meisten Wagen liefen auf amerikanischen Schwanenhalsdrehgestellen. Ab 1957 wurden diese Wagen verfeinert. Neben dem Einbau von geschlossenen Wagenübergängen mit Gummiwülsten wurde der Laderaum mit einem Dienstabteil ausgestattet. Insgesamt entstanden somit 173 Wagen der Bauart MPw-4yge (später MDyge986). Die meisten MDie996 wurden in MDyge986 umgebaut. Die Seitenbeplankung war unterschiedlich, am Anfang mit Holzlatten, ebensolchen Falttüren und niedrigen Fenstern, später mit Holzplattenwänden, Falttüren aus Metall und höheren, dafür schmaleren Fenstern. Sie wurden nach dem Vorbild der modernen Güterwagen bei Revisionen mit Stahlblechen verkleidet. Einige Wagen waren für 140 km/h zugelassen und konnten in Schnellzügen und schnellen Postzügen eingesetzt werden. Die letzten Exemplare wurden erst Anfang der 1990er Jahre ausgemustert.
Nach dem Ende des Reisezugeinsatzes wurden viele Behelfspackwagen als Hilfszugwagen weitergenutzt.

#### Um- und Neubauten
Der Schwerpunkt der Deutschen Bundesbahn lag zunächst beim Neubau von Personenwagen. Mit den dreiachsigen Umbauwagen kamen ab 1954 modernere Wagen als Halbgepäckwagen zum Einsatz, ab 1956 auch in der vierachsigen Version. Halbgepäckwagen gab es ab 1956 auch bei den neu konstruierten Mitteleinstiegswagen und ab 1959 den n-Wagen, meist als Steuerwagen ausgeführt. Erst ab 1960 wurden neue Reisezuggepäckwagen  der UIC-Bauart X Pw4üm-60 beschafft. Sie hatten flexible Inneneinrichtung und konnten mit oder ohne Seitengang eingesetzt werden. Außerdem hatten sie statt der Seitentüren Rolltore. Ab 1962 wurden Gepäckwagen neu als D statt Pw bezeichnet, ab 1966 dann mit hochgestellter Bauartbezeichnung. Auch in dieser Bauart gab es Halbgepäckwagen. Größere Stückzahlen gab es von den Bauarten Dms 902 und 905, BDms 272 und 273 (Bezeichnungen ab circa 1976)

## Entwicklung in Österreich

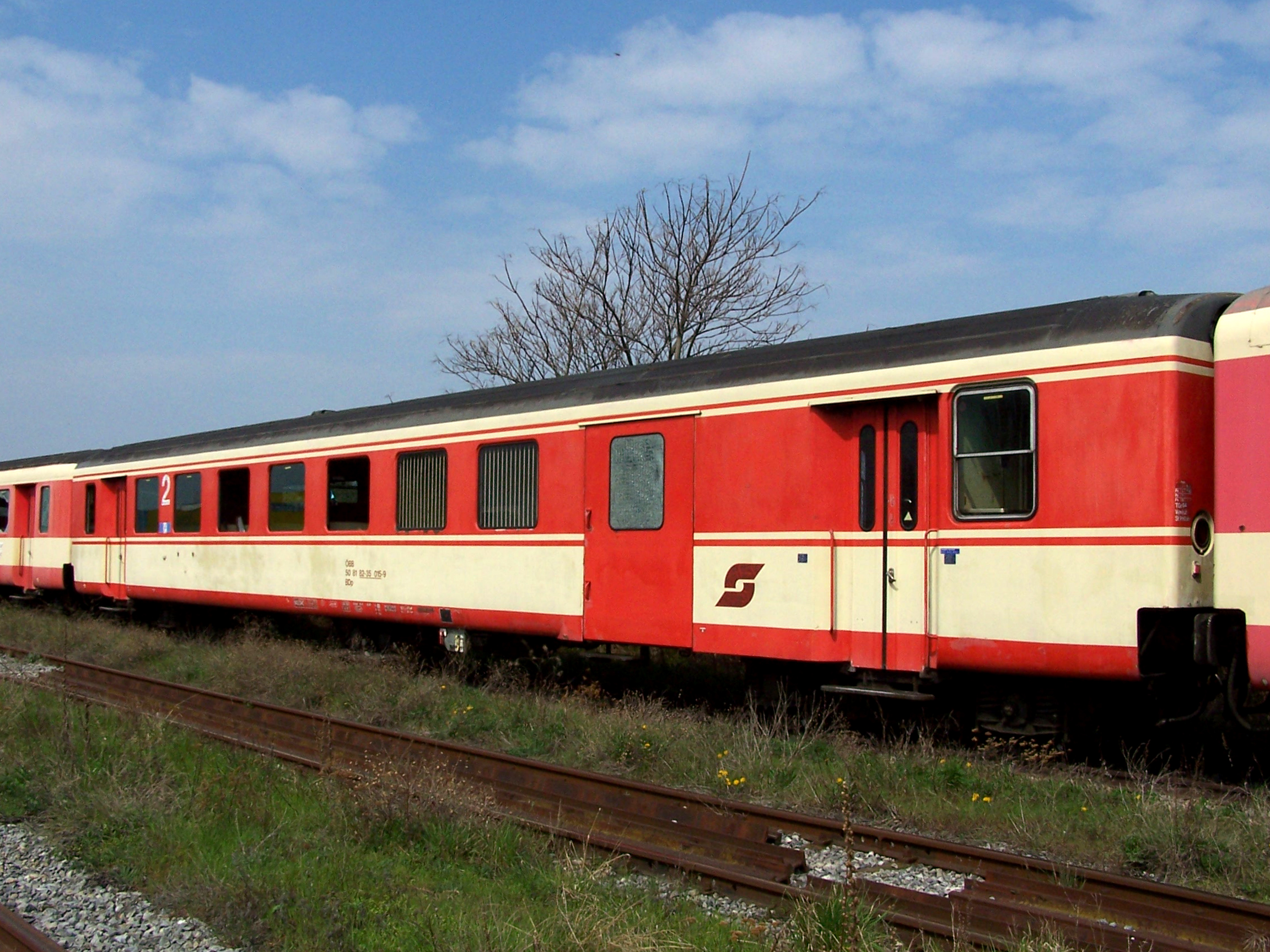
Schlieren-Halbgepäckwagen BDp 82-35 mit großem Gepäckabteil

In Österreich enthielten Gepäckwagen bereits früh ein Dienstabteil für den Zugführer und waren – vor allem bei Fahrzeugen für Lokalbahnen – oftmals mit Postwagen kombiniert (beispielsweise die kkStB-Bauart DF). Bei den Wiener Stadtbahnwagen wurden das erste Mal in Österreich-Ungarn Halbgepäckwagen mit Dienst- und Gepäckabteil (und Abort) eingesetzt. Bei großem Fahrgastandrang boten diese zusätzlich 12 Behelfssitzplätze auf Klappsitzen. Auch die Lokalbahn Wien-Pressburg (LWP) folgte diesem Beispiel bei ihren Personenwagen und sparte sich so eigene Dienstwagen ein, in der Bauart BCDFah kombinierte die LWP sogar erstmals ein Abteil zweiter und dritter Wagenklasse mit einem Gepäck-/Dienstabteil sowie einem Postabteil. Die Niederösterreichischen Landesbahnen ließen ebenfalls einige zweiachsige Halbgepäckwagen für Lokalbahnen mit einem Abteil 3. Klasse anschaffen.

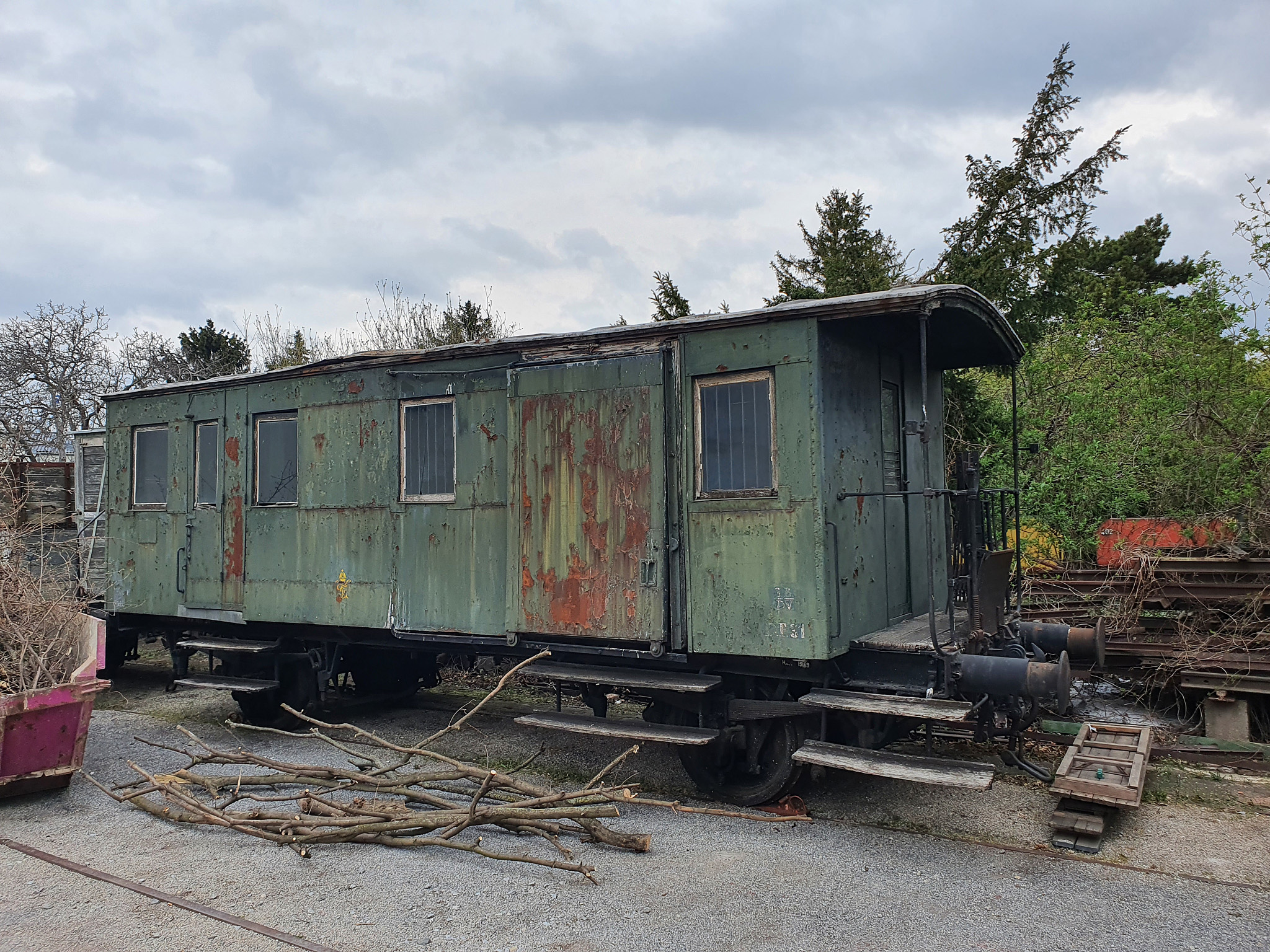
DF der Graz-Köflacher-Bahn

Als Halbgepäckwagen ausgeführter Wiener Stadtbahnwagen Gattung CDu

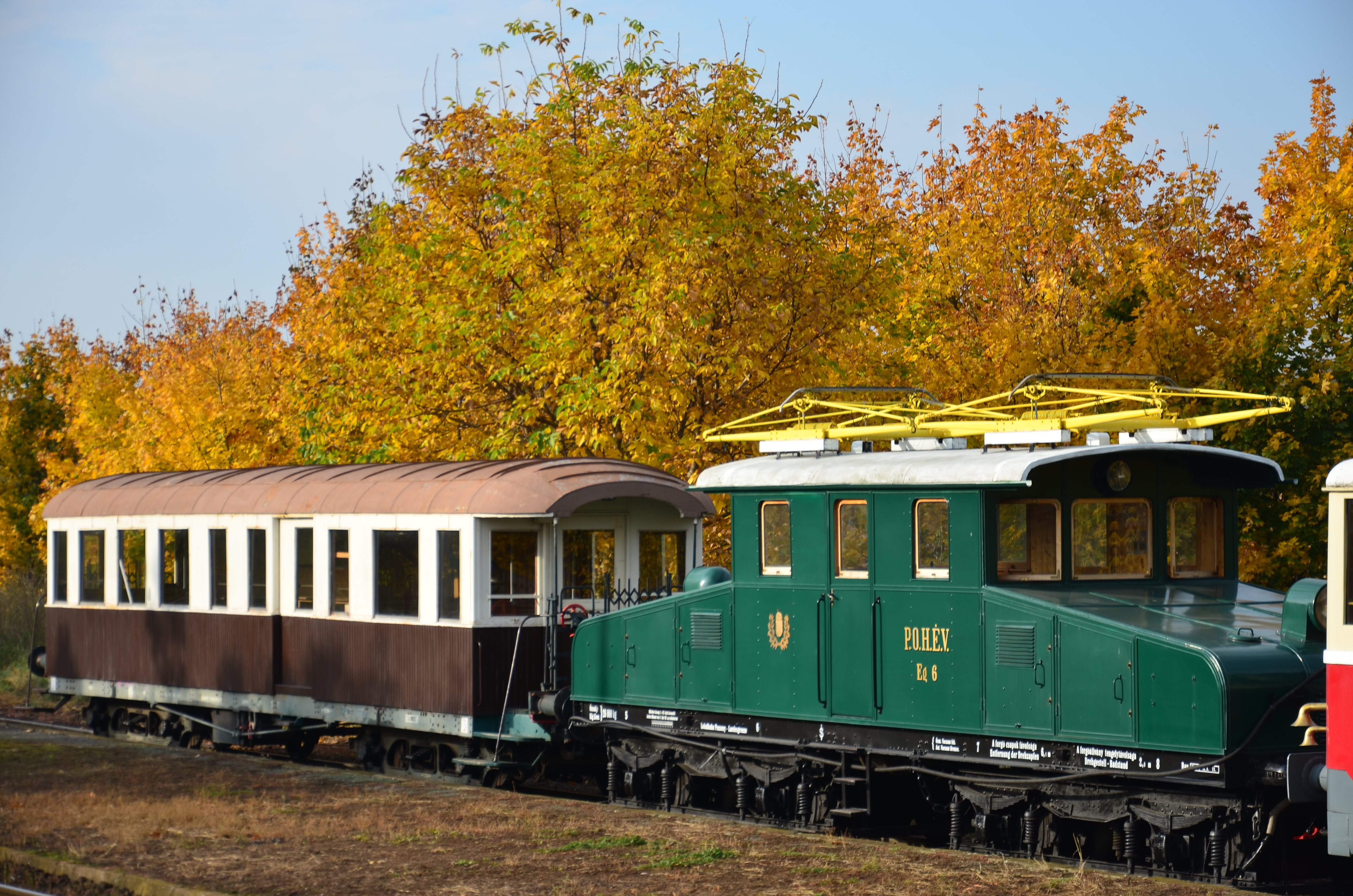
BCDFah der Pressburger Bahn

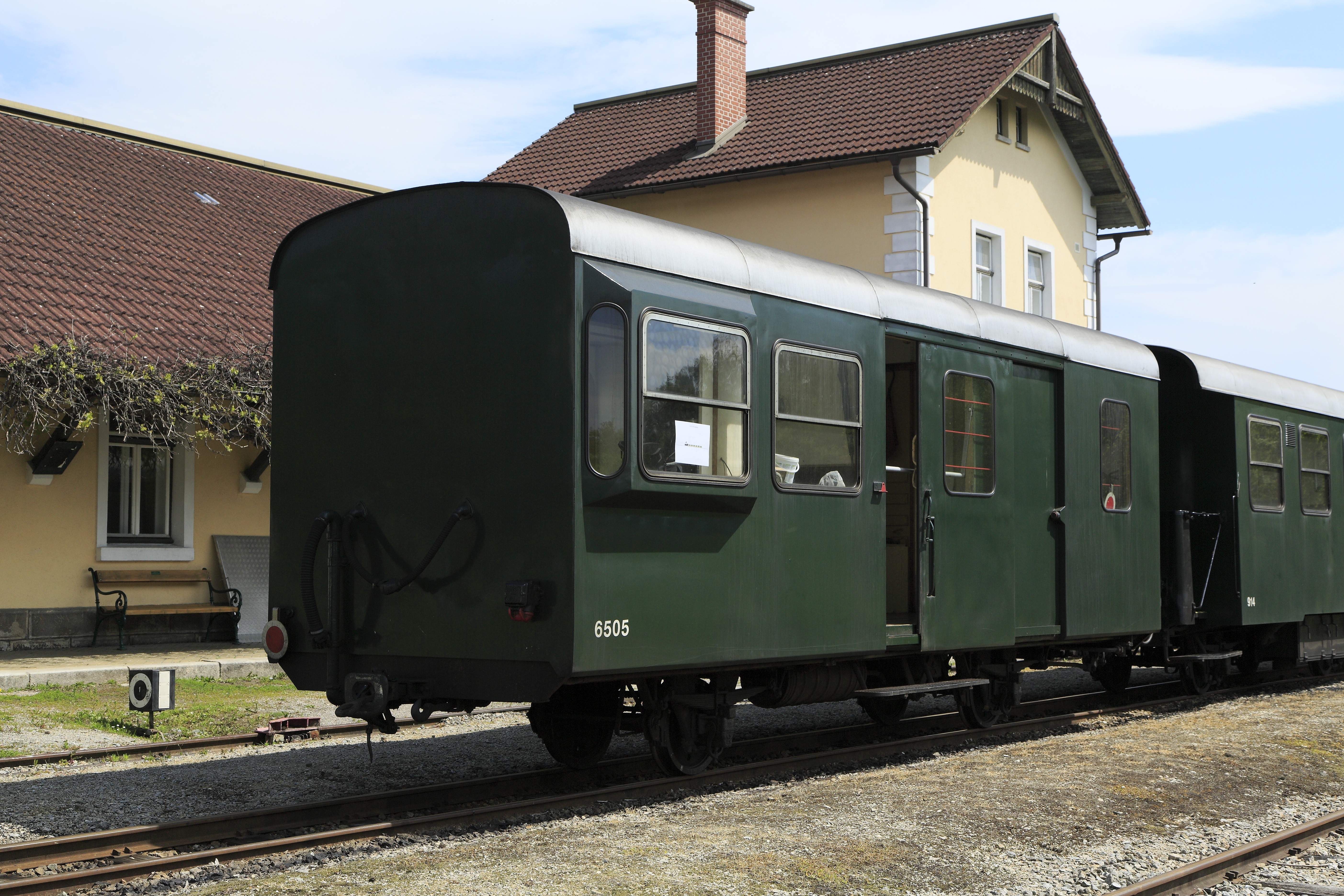
Schmalspur-Dienstwagen in Spantenbauweise auf der Waldviertler Schmalspurbahn

Elektrische Triebwagen für Lokalbahnen, beispielsweise die Baureihen kkStB 21.0 und kkStB 41/s.0, waren zumeist als Halbgepäckwagen mit einem mittig gelegenen Dienst-/Gepäckabteil ausgeführt. Auch die Komarek-Dampftriebwagen kkStB 1.0 und NÖLB 40–44.
Während in der Zwischenkriegszeit von den BBÖ fast ausschließlich eigenständige Dienst-/Gepäckwagen in Dienst gestellt wurden, eine Ausnahme sind hier die CDa der Krimmler Wagen, setzten die ÖBB nach 1945 vermehrt auf die Bauform des Halbgepäckwagens. So wurden im Rahmen der Spantenwagen-Beschaffung mehrere Baureihen von den Hauptwerkstätten aus altbrauchbaren Waggons umgebaut, sowohl in normalspuriger zweiachsiger (BDi) als auch in schmalspuriger vierachsiger Ausführung für die Mariazellerbahn (BD4). Daneben wurden auch weiterhin reine Dienst-/Gepäckwagen angeschafft und auch aus Altfahrzeugen umgebaut. Die Bauart BDi war besonders auf Nebenbahnen anzutreffen, da laut den damaligen Vorschriften der Zugführer ein eigenes, versperrbares Dienstabteil besitzen musste. Dies führte bei schwacher Auslastung mitunter zu recht skurrilen Zugbildungen aus lediglich einer Dampflok Baureihe 93 oder 52 und einem BDi.
Bei den Schlierenwagen wurden insgesamt fünf Baureihen von Halbgepäckwagen mit unterschiedlich großen Gepäckabteilen angeschafft, bei den darauf folgenden Typen von Inlandsreisezugwagen („lange Schlieren“) hingegen nur eine einzige Baureihe.
Im Rahmen der Eurofima-Nachbauwagen ließen die ÖBB sowohl 10 Halbgepäckwagen (BDmsz) als auch 15 Gepäckwagen (Dmsz) von SGP und Jenbacher bauen. Ab 1989 folgten nochmals 33 Halbgepäckwagen der Gattung BDmpsz 82-91 mit Großraumabteil 2. Klasse und Rollstuhlbereich angeschafft.
Im Zuge der Entwicklung weg von Gepäck- und Expressgutbeförderung wurden bei den ÖBB inzwischen sämtliche Gepäckwagen abgestellt.